# Рыженков, Николай Георгиевич
Николай Георгиевич Рыженков — советский хозяйственный, государственный и политический деятель.

## Биография
Родился в 1934 году в Грозном. Член КПСС.
До 1951 — разметчик машинопрокатных ремонтных мастерских треста «Грознефтезаводстрой».
В 1951—1990 — котельщик, бригадир комплексной бригады котельщиков завода «Красный молот» в городе Грозном Чечено-Ингушской АССР.
Депутат Верховного Совета СССР 8-го и 10-го созывов. Делегат XXIV съезда КПСС.
Умер после 1990 года.

## Награды
- Орден Октябрьской Революции
- Орден Трудового Красного Знамени
- Орден Знак Почёта